# Быстро, Иван Фёдорович
Иван Фёдорович Быстро (18.01.1921, Сумская область — 14.04.1953, Сумская область) — заряжающий орудия; наводчик орудия 627-го артиллерийского полка 180-й стрелковой дивизии.

## Биография
Родился 18 января 1921 года в селе Пекари Конотопского района Сумской области Украины в крестьянской семье. Украинец. Окончил 7 классов и фельдшерскую школу. Работал фельдшером в селе Хмелёв Роменского района Сумской области.
В Красной Армии с 1943 года. В боях Великой Отечественной войны с сентября 1943 года.
Заряжающий орудия 627-го артиллерийского полка красноармеец Иван Быстро в составе расчёта 29 февраля 1944 года при отражении контратаки противника в 18-и километрах северо-западнее города Звенигородка Черкасской области Украины уничтожил два автомобиля, тягач, пятнадцать повозок с военными грузом. Из захваченного пулемёта воин-артиллерист истребил большое количество противников. За мужество и отвагу, проявленные в боях, 3 апреля 1944 года красноармеец Быстро Иван Фёдорович награждён орденом Славы 3-й степени.
Наводчик орудия 627-го артиллерийского полка младший сержант Быстро 26 октября 1944 года в бою у венгерского населённого пункта Уйфехерто прямой наводкой подавил два орудия, три пулемёта, поразил свыше десяти вражеских солдат. За мужество и отвагу, проявленные в боях, 25 января 1945 года младший сержант Быстро Иван Фёдорович награждён орденом Славы 2-й степени.
12-13 февраля 1945 года наводчик орудия 627-го артиллерийского полка младший сержант Иван Быстро вместе с бойцами расчета в критический момент уличного боя в столице Венгрии — городе Будапешт — прямой наводкой подавил пять пулемётов и истребил до взвода пехоты противника. За мужество и отвагу, проявленные в боях, 21 февраля 1945 года младший сержант Быстро Иван Фёдорович повторно награждён орденом Славы 3-й степени.
Указом Президиума Верховного Совета СССР от 20 декабря 1951 года за образцовое выполнение заданий командования в боях с немецко-вражескими захватчиками старший сержант запаса Быстро Иван Фёдорович перенаграждён орденом Славы 1-й степени, став полным кавалером ордена Славы.
В 1946 году старший сержант Быстро И. Ф. демобилизован. Жил в родном селе Пекари. Трудился фельдшером. Безвременно ушел из жизни 14 апреля 1953 года. Похоронен в селе Нижняя Сыроватка Сумской области Украины.
Награждён орденами Славы 1-й, 2-й, 3-й степени, медалями.